# Dějepisné knihy
Dějepisné knihy jsou vedle Prorockých a Mudroslovných knih jedna ze tří skupin knih, na které se dělí Starý zákon. V tomto dělení se do dějepisných knih počítá i pět knih Mojžíšových (Pentateuch), které se jindy počítají jako samostatná, čtvrtá část Starého zákona. Jde o dělení křesťanské; židé rozdělují Tanach také na tři části, vedle Tóry (Pentateuchu) však řadí část dějepisných knih mezi Proroky a část mezi Spisy.

## Seznam knih
Dějepisné knihy Starého zákona jsou následující:
- Pentateuch, tedy: Genesis, Exodus, Levitikus, Numeri a Deuteronomium;
- Kniha Jozue;
- Kniha Soudců;
- Kniha Rút;
- 1. a 2. kniha Samuelova;
- 1. a 2. kniha královská;
- 1. a 2. kniha Paralipomenon;
- Kniha Ezdráš;
- Kniha Nehemjáš;
- Kniha Ester.

V katolickém kánonu se mezi dějepisné knihy řadí také následující knihy deuterokanonické:
- Kniha Tóbijáš;
- Kniha Júdit;
- 1. a 2. kniha Makabejská.

Biblický kánon některých východních církví, může obsahovat i další dějepisné knihy, jako např. 3. knihu Ezdrášovu, 3., 4., 5. či 6. knihu Makabejskou aj.

## Obsah a význam dějepisných knih
Hlavní charakteristikou dějepisných knih je to, že se věnují dějinám. Dějiny a jejich interpretace je klíčovou součástí Starého (i Nového) zákona a také většina starozákonních knih se jim věnuje. Popis a následná teologická interpretace dějin totiž není předmětem pouze dějepisných knih, nýbrž i knih prorockých. Dějiny a události, které jsou předmětem dějepisných (a prorockých) knih Starého zákona, jsou především dějiny izraelského národa od příchodu do Kenaánu (snad kolem roku 1200 př. Kr.) až po babylonské zajetí (začátek 6. stol. př. Kr.). Některé knihy však popisují i dějiny předcházející či následující (viz níže).
Podle obsahu a popisovaných událostí lze dějepisné knihy Starého zákona rozdělit do několika skupin (uvádíme zde knihy obsažené v protestantském a katolickém kánonu Starého zákona):
1. Pentateuch - popisuje dějiny světa a posléze izraelského národa až k přechodu Jordánu, tedy těsně před okamžik, kdy Izrael obsadil "zaslíbenou zemi" (Kenaán).
2. Knihy řadící se do tzv. Deuteronomistického dějepisného díla. Jde o knihy Jozue, Soudců, 1.-2. Samuelovu a 1.-2. královskou. Popisují dějiny izraelského národa od okamžiku vstupu do Kenaánu, přes vznik království, jeho rozdělení na dva samostatné státy (Judsko a Izrael) až po jejich zánik v letech 722 př. Kr. (Izrael) a 587 př. Kr. (Judsko) a odchod části judského národa do babylonského zajetí.
3. Knihy řadící se do tzv. Kronikářova dějepisného díla, tj. 1.-2. Paralipomenon a dále obvykle i Ezdráš a Nehemjáš. Jejich hlavním pramenem je Deuteronomistické dějepisné dílo, které přepracovávají a doplňují. Jejich časové ozpětí je však mnohem širší, začínají u prvního člověka Adama a končí obnovou Jeruzaléma a jeruzalémského chrámu.
4. Samostatnou skupinu tvoří knihy, jejichž děj je sice zasazen do kontextu izraelských dějin, nicméně jejich snahou není dějinná interpretace (jako v případě předchozích dvou skupin), nýbrž vyprávět příběh s vlastní pointou. Jedná se o knihy Rút, Ester, Júdit a Tóbijáš.
5. Konečně 1. a 2. Makabejská vyprávějí o Makabejském povstání v 2. stol. př. Kr., jeho příčinách a následné osvobozenecké válce.

## Dějepisné knihy Nového zákona
Jako se Starý zákon dělí na dějepisné, mudroslovní a prorocké knihy, lze se s podobným dělením setkat i u Nového zákona. V tom případě se mezi dějepisné knihy řadí čtyři evangelia a Skutky apoštolů, tedy knihy popisující nějaké události (život Ježíše a vznik a počáteční šíření a dějiny křesťanské církve.